# Bas-bleuisme

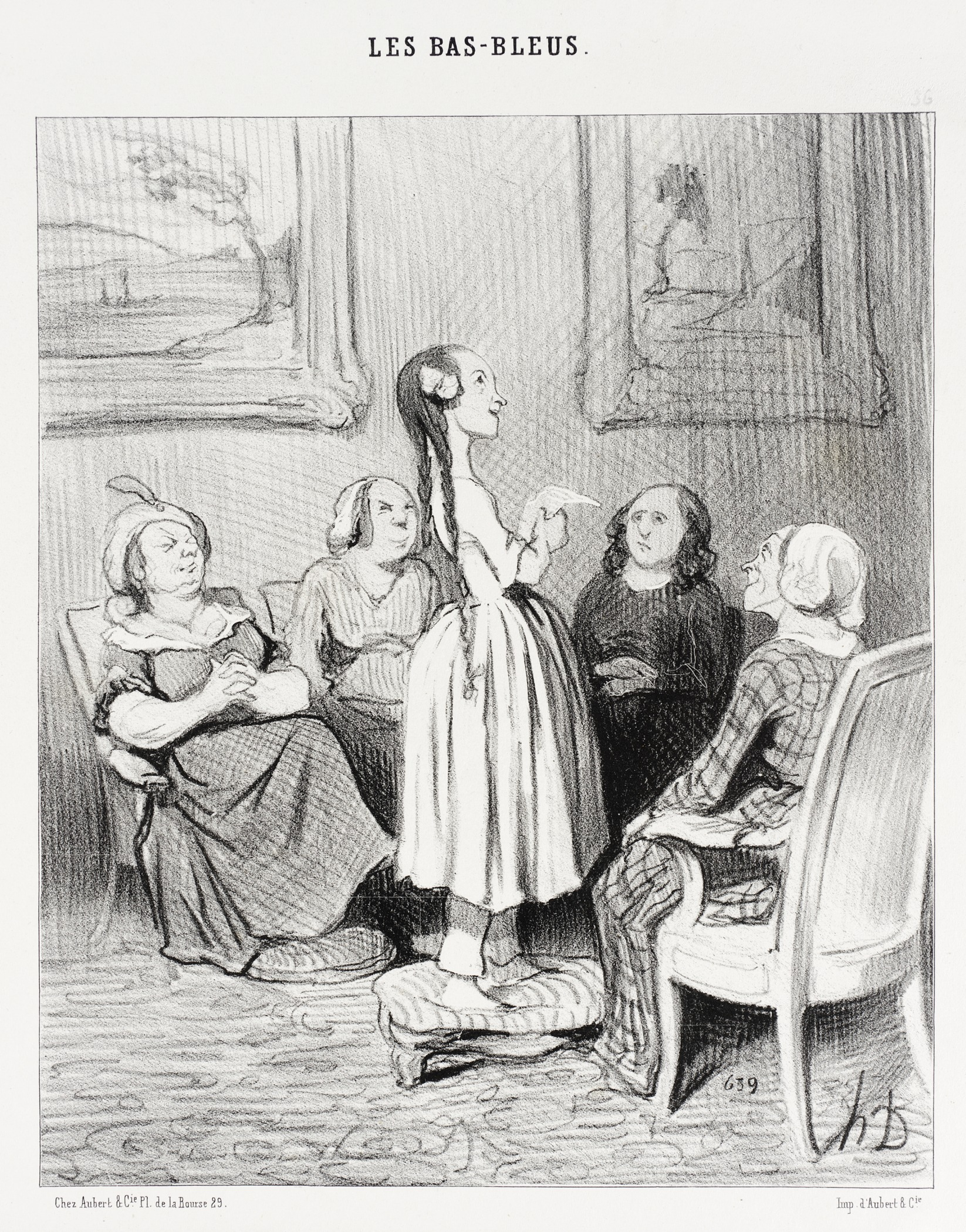
« ...dussent-ils me maudire... », dans la série des bas-bleus de Honoré Daumier, parue dans Le Charivari en 1844.

L'expression bas-bleu apparaît au XIXe siècle pour désigner une femme de lettres. Le terme a rapidement pris une connotation péjorative, comme celui de femmes savantes chez Molière.
L'expression est toujours au masculin ; ainsi, dira-t-on d'une femme : « c'est un bas-bleu ».

## Historique

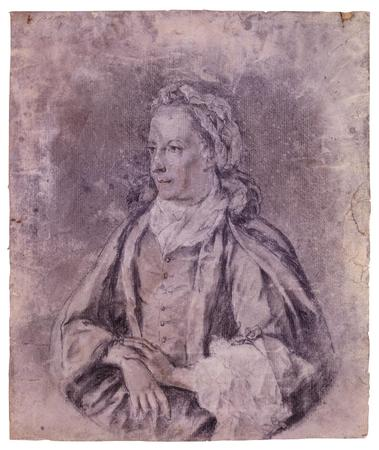
Elizabeth Vesey.

Le mot est traduit de l'anglais « blue stocking » et désignait au départ les habitués d'un salon littéraire présidé par une femme, Elizabeth Montagu (1720-1800), qui réunissait chez elle, une fois par semaine, des amies qui partageaient ses goûts littéraires. Les hommes étaient admis à leurs réunions, et parmi eux, paraît-il, un certain Benjamin Stillingfleet, qui se présenta un jour en bas de soie bleus après que son hôtesse lui eut assuré que son salon était ouvert aux gens d'esprit, et non aux élégants. Le petit club s'appela par plaisanterie « Le cercle des bas bleus », sans connotation vraiment péjorative puisque le poème de Hannah More, Bas-bleu, est un hommage à ces hôtesses cultivées du XVIIIe siècle, Elizabeth Vesey ou Elizabeth Montagu.
Cependant, l'habitude prise dans ces salons de s'ouvrir au mérite sans distinction d'origine sociale souleva des critiques et, vers la fin du XVIIIe siècle, cette mixité sociale évoqua une liberté de ton fâcheusement proche des idées nouvelles venues du continent, idées qui avaient en Angleterre des sympathisants comme les premiers romantiques, William Wordsworth, Robert Southey, ou des philosophes comme Thomas Paine.

En France, le terme connut le même sort que celui de « précieuse » au XVIIe siècle pour devenir une critique. Il fut adopté par les conservateurs et les réactionnaires pour stigmatiser des femmes comme Sophie Gay, George Sand, Delphine de Girardin, et en général toutes les femmes qui affichaient des prétentions littéraires ou intellectuelles. Gustave Flaubert y consacre une définition ironique dans son Dictionnaire des idées reçues : 

« Bas-bleu : Terme de mépris pour désigner toute femme qui s'intéresse aux choses intellectuelles. Citer Molière à l'appui : “Quand la capacité de son esprit se hausse”, etc. »

Dans le chapitre V des Œuvres et les hommes au XIXe siècle (1878), intitulé Les Bas-bleus, Barbey d'Aurevilly écrit : 

« les femmes qui écrivent ne sont plus des femmes. Ce sont des hommes — du moins de prétention — et manqués ! Ce sont des Bas-bleus. »

Une telle virulence n'est explicable que parce que les conservateurs voyaient les mentalités changer. Dès 1829, Honoré de Balzac, dans sa Physiologie du mariage, attaquait la misogynie réactionnaire et revendiquait le droit pour les femmes à être les égales intellectuelles des hommes en déclarant : « Une femme qui a reçu une éducation d'homme possède, à la vérité, les facultés les plus brillantes et les plus fertiles en bonheur pour elle et pour son mari ; mais cette femme est rare comme le bonheur même. » En 1869, l'Anglais John Stuart Mill publiait De l'assujettissement des femmes pour dénoncer la situation qui était faite à ses concitoyennes.
Cependant, si le terme est employé de façon misogyne, il peut être en plus chargé d'une critique de classe en ciblant les travers de bourgeoises ridicules. C'est le cas notamment dans la série des bas-bleus parue en 1844 dans Le Charivari où Daumier s'attaque aux fausses intellectuelles.
Camille Flammarion, en parlant du « cyanomètre » (le moyen de mesurer l'intensité de la couleur bleue, inventé par Horace-Bénédict de Saussure et perfectionné par Alexander von Humboldt), écrit dans son livre L'Atmosphère (1888, p. 164) : 

« On peut même se souvenir à ce propos de la boutade de Lord Byron qui avait proposé de s'en servir pour apprécier la nuance des bas-bleus. »

Baudelaire, lors de ses Conseils aux jeunes littérateurs (vers 1847), dans le chapitre consacré aux maîtresses (ou liaisons durables) que peuvent fréquenter ces jeunes débutants, écrit :

« Si je veux observer la loi des contrastes, qui gouverne l'ordre moral et l'ordre physique, je suis obligé de ranger dans la classe des femmes dangereuses aux gens de lettres, la femme honnête, le bas-bleu et l’actrice ; — la femme honnête, parce qu’elle appartient nécessairement à deux hommes et qu'elle est une médiocre pâture pour l'âme despotique d'un poëte ; le bas-bleu, parce que c'est un homme manqué (...) »

— Charles Baudelaire, Conseils aux jeunes littérateurs.

### Source externe
- Barbey d’Aurevilly, Jules (1878), Les œuvres et les hommes : V. Les bas-bleus, « Introduction. Du bas-bleuisme contemporain », sur le site de l'Observatoire de la vie littéraire, http://obvil.paris-sorbonne.fr (consulté le 12 janvier 2016).

### Sites internet
- New York Radical Women sur la version anglaise de Wikipédia.
- Redstockings (en) sur la version anglaise de Wikipédia.
- New York Radical Feminists (en) sur la version anglaise de Wikipédia.

### Bases de données
- Notice dans un dictionnaire ou une encyclopédie généraliste :   - Britannica